# وارفیلد (کنتاکی)
وارفیلد (به انگلیسی: Warfield) شهری در ایالت کنتاکی کشور ایالات متحده آمریکا است که جمعیت آن در سرشماری سال ۲۰۱۰ میلادی، ۲۶۹ نفر بوده‌است.